# TV Trwam
TV Trwam (dt. ich halte durch/ich beharre/ich verbleibe) ist ein seit dem 12. Juni 2003 existierendes katholisches Fernsehprogramm in Polen, dessen Trägerin die Stiftung Fundacja Lux Veritatis ist. Gründer des Senders ist Pater Tadeusz Rydzyk vom Redemptoristen-Orden, der auch bei der Leitung von Radio Maryja maßgeblich beteiligt ist. Die Programminhalte beider Multiplikatoren ähneln sich, werden in Polnisch ausgestrahlt und richten sich via Kabel, Satellit und Internet an katholisch-konservative Empfänger im In- und Ausland. 
Die Kritik an den Programminhalten (nicht nur aus linken und liberalen Kreisen) ist ähnlich wie bei Radio Maryja auf die nationalkonservativen, antisemitischen und fremdenfeindlichen Tendenzen in TV Trwam gerichtet. Ein weiterer Kritikpunkt ist die einseitige Berichterstattung und Programmgestaltung zu Gunsten der nationalkonservativen PiS, und zwar nicht nur während des Wahlkampfes zu den Sejmwahlen im Oktober 2007.
Der Sender hatte zwischen Januar und April 2007 eine durchschnittliche Einschaltquote von 0,15 %, die meisten Zuschauer sind über 50, weiblich und kommen aus kleinen und mittelgroßen Orten.
Der Sender ist über Satellit in Europa und in Nordamerika empfangbar, weltweit über Internetstream und wird in polnische Kabelnetze eingespeist. 
Im Januar 2012 verweigerte der polnische Rundfunkrat TV Trwam die Lizenz für die Ausstrahlung im ab Sommer 2013 startenden DVB-T. Grund ist, dass der größte Teil des Sendervermögens ein Darlehen der polnischen Redemptoristen-Provinz ist, für das kein Rückzahlungszeitpunkt genannt wurde. Damit ist unklar, ob die jährlichen Kosten für die Digital-Frequenz getragen werden können. Berichte, dass durch die fehlende terrestrische Lizenz auch die Ausstrahlung im Kabelfernsehen eingestellt werden müsste, wurden dementiert. Am 21. April 2012 demonstrierten in Warschau 20.000 Menschen gegen die Ablehnung einer terrestrischen Digitalfrequenz. Weitere Demonstrationen wurden angekündigt.